# Kiril Shcholkin
Kiril Ivánovich Shcholkin (en ruso: Кири́лл Ива́нович Щёлкин), 17 de mayo de 1911 - 8 de noviembre de 1968, fue un científico soviético involucrado en el desarrollo de las armas nucleares. Especialista en la física de la combustión y de la explosión. Se graduó en 1932 en la universidad de Simferopol de Crimea y se convirtió en el jefe del departamento en Arzamas-16 responsable del desarrollo de cargas explosivas con forma usadas en armas de implosión nuclear. Sirvió como el primer director científico en Cheliábinsk-70 entre 1955 y 1960.

## Primeros años
Kiril Shcholkin nació en Tbilisi (entonces parte del Imperio ruso, ahora la capital de Georgia). Cuando Kiril tenía siete años, la familia se mudó al distrito de Smolensk. En los años 20 del siglo XX en vista de la mala salud del padre, la familia se mudó a Crimea. En 1932 se graduó en física en la universidad en la ciudad de Simferopol. Y, al mismo tiempo trabajó como ayudante del gerente de la estación experimental de la Academia de Ciencias de la URSS. Después de graduarse de la universidad, Kiril comenzó a trabajar en el Instituto de Investigación de Química Física de Leningrado. En 1938 defendió su candidatura a grado de candidato de las ciencias técnicas con la tesis "dinámica de los gases de combustión". Y en marzo de 1939 fue investigador.
Al comienzo de la Gran Guerra Patria, en julio de 1941, se unió voluntariamente al batallón comunista. Participó en los combates en las afueras de Moscú y Leningrado. en enero de 1942, fue llamado desde el frente y dirigió los trabajos de investigación en el Instituto de Química Física evacuado de Leningrado a Kazan, y en otoño 1943 transferido a Moscú. En 1944 se convirtió en jefe del laboratorio, en noviembre de 1946 defendió su tesis de doctorado ante: el fundador de la teoría de los motores a reacción B. C. Stechkin, el físico teórico L. D. Landau y el experto en aerodinámica más grande S. A. Khristianovich. En 1947 fue nombrado profesor de ciencias físicas y matemáticas.

## Desarrollo de las armas nucleares
Shcholkin participó, desde las primeras etapas, en el proyecto para construir una bomba nuclear soviética. En 1945 completó su doctorado y en 1947 recibió el título de profesor .
Shcholkin firmó el documento de entrega de la bomba nuclear de la fábrica y participó en el primer experimento que tuvo lugar el 29 de agosto de 1949. Shcholkin también fue el padre de la idea de la bomba "РДС-1" (se trata del acrónimo de "реактивный двигатель специальный, motor a reacción especial, denominación en clave de la bomba pero también se consideran como "Россия делает сама", Rusia se hace a sí misma , o Реактивный двигатель Сталина», motor a reacción de Stalin). Tras el éxito del experimento, Shcholkin recibió el título Héroe del Trabajo Socialista.
En 1951 y 1954, Shcholkin recibió otros dos títulos de heroísmo del trabajo socialista en el desarrollo posterior de armas nucleares y un experimento exitoso de desarrollos. En 1953 fue aceptado como miembro en la correspondencia en la Academia de Ciencias de la URSS
En los finales de los 50 fue nombrado primer armas nucleares centro de desarrollo cerca de Cheliábinsk (Cheliábinsk -70). Pronto se creó una ciudad entera alrededor del centro. El desarrollo de las armas nucleares llevado a cabo en este instituto es que Shcholkin recibió el Premio Lenin.
En 1960 Shcholkin fue a vivir a Moscú y fue nombrado Profesor y Jefe de Cátedra de Ciencias Sociales del Instituto de Física Termo-Técnica. No está claro por qué Shcholkin fue excluido del posterior desarrollo de armas nucleares en la Unión Soviética. Formalmente fue retirado por razones de salud. Hay una versión que se opuso al desarrollo continuo de armas después de lograr la igualdad con los Estados Unidos. En cualquier caso, después de se retirado del círculo de diseñadores de armas, se le prohibió llegar a los centros donde habían pasado muchos años y el personal de los centros cortó todo contacto formal con él.
Shcholkin murió en Moscú en 1968 y fue enterrado en el cementerio Novodévichi.
- Datos: Q1964012
- Multimedia: Kirill Shelkin / Q1964012